# Victory Field

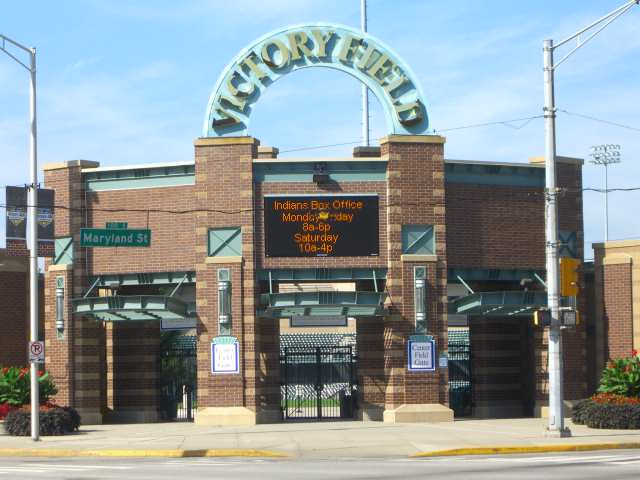
Fachada del Victory Field.

Victory Field es el nombre actual del parque de Ligas Menores de Béisbol y el hogar de los Indios de Indianápolis de la Liga Internacional. Está ubicado en Indianápolis, Indiana.
Se abrió a mediados del verano de 1996 y sustituyó al Bush Stadium, que también había sido llamado Victory Field por 25 años. El nuevo parque tiene la capacidad de albergar 15.500 aficionados.
El nombre refleja la victoria de los Estados Unidos en la Segunda Guerra Mundial.